# Nincs holnap (Így jártam anyátokkal)
A Nincs holnap az Így jártam anyátokkal című televízió-sorozat harmadik évadának tizenkettedik epizódja. Eredetileg 2008. március 17-én vetítették, míg Magyarországon 2008. december 18-án.
Ebben az epizódban Ted Barneyval tartja a Szent Patrik-napi mulatozást, és rájön, hogy rossznak lenni kifizetődő is lehet. Közben Robin és Marshall rájönnek, hogy az új lakás padlója lejt.

## Cselekmény
Ted, Marshall és Lily úgy gondolják, hogy a zöldbe öltözött Barney társaságában mulatozás helyett inkább az új lakásban társasjátékozva töltenék a Szent Patrik-napot. Barney elkeseredve távozik, de nem sokkal később felhívja Tedet, hogy fogott egy taxit és két jó csajt, és szeretné, ha vele tartana. Felvázolja elméletét arról, hogy "nincs holnap", és ma egy következmények nélküli estét tarthatnak. Végül is Ted beleegyezik – Jövőbeli Ted pedig felfedi a gyerekeinek, hogy a buliban, ahová tartottak, ott volt az anyjuk is.
A többiek az új lakásban maradnak, amiről Robin és Marshall felfedezik, hogy lejt a padlója. Marshall megkéri rá Robint, hogy amíg lehetséges, ezt ne mondják el Lilynek. Amikor azonban egy festmény elmozdul a falon, Lily gyanút fog. Marshall kitalál egy mesét arról, hogy egy kísértet jár az épületben, de Lily nem veszi be, és hamarosan ő is felfedezi a lakás hibáját – ami innentől kezdve hatványozottabban súlyosnak látszik, mint amilyen lenne. Végül Robin menti meg a helyzetet, aki a lejtős padlót kihasználva gördeszkán gurul le, kitalálva egy új játékot.
Eközben a buliban Ted észreveszi, hogy csináljon akármilyen hülyeséget, annak tényleg nincs következménye, és mindenből csak jól jön ki. Egyre jobb és jobb nőkkel jön össze, ingyenpezsgőt rendel másvalaki kontójára, és még kaviárt is nyúl magának. A csúcspont akkor jön el, amikor találkozik Ashlee-vel, és felvázolja neki a "nincs holnap" elméletet. Amikor azonban Ashlee bevallja, hogy férjnél van, Ted megretten. Rögtön megfordul a szerencséje, és le is ütik, amikor felfedezik, hogy ő kért ingyenpezsgőt és kaviárt egész este.
Másnap reggel egy monoklival a szeme alatt ébred, és elmeséli Marshallnak az élményeit. Marshall nem a várt módon reagál: leszidja Tedet, mert csalást követett el és elcsábított egy házas nőt. Ráadásul a telefonja aznap este véletlenül tizenhétszer is felhívta, így Ted kénytelen hangüzenetek formájában ismét szembesülni az előző estével. Rájön, hogy nem is volt akkora királyság, sőt inkább bunkón viselkedett. Visszamegy a klubba a telefonjáért, amit sehol sem talál, viszont időközben elered az eső. Mintegy véletlenül felvesz egy, a falnak támasztott sárga esernyőt, és azzal sétál haza. Jövőbeli Ted megosztja gyerekeivel, hogy az ernyő az anyjuké volt, aki aznap este lent volt a klubban, de nem találkoztak – még szerencsére, hiszen azt az embert, aki aznap este volt, biztos nem szerette volna.
Az epizód végén Barney látható, aki egy szemetes mellett ébred, majd elsétál.

## Kontinuitás
- Az új lakásban lévő kép az a festmény, amit Lily "A párbaj" című részben készített.
- Marshall állítása arról, hogy egy szellem van a lakásban, egybevág korábbi állításaival arról, hogy hisz a természetfelettiben. Ezzel szemben Robin, a korábbiakhoz hasonlóan, szkeptikus.
- Barney ismét a kedvenc számát, a 83-ast használja.
- Ted ebben az epizódban szerzi meg az Anya sárga esernyőjét, amirte a "Most figyelj!" című epizódban utalt.

## Jövőbeli utalások
- A "Tíz alkalom" című részben Stella megemlíti, hogy utoljára egy Szent Patrik-napi buliban járt.
- Az "Így jártam apátokkal" című részből kiderül, hogy az Anya csakugyan ott járt, és azért nem találkoztak, mert viszonylag hamar elment onnan. A barátnője, Kelly, még Barneyval is összefutott.
- Az esernyő a "Nők versus Öltönyök" című részben kerül vissza tulajdonosához.
- Barney és Ted ismét lestoppolnak lányokat a "Nagy napok" című részben,

## Érdekességek
- 2008-ban Szent Patrik napja nagyhétre esett, ebben a meglehetősen ritka esetben pedig a hagyomány szerint nem szokták megtartani az ehhez kapcsolódó ünnepségeket.
- Amikor Marshall visszajátssza az előző esti hangüzeneteket, az elsőnél Ted még nyilvánvalóan nem lehetett részeg, hiszen ekkor még csak megjátszották.
- Ez volt az első epizód, amit a 2007-2008-as nagy forgatókönyvíró-sztrájk után készítettek.

## Vendégszereplők
- Vanessa Minnillo – Ashlee
- Terrell Lee – kidobó
- Brian Letscher – dühös fickó
- Arielle Vandenberg – Mary
- Mieko Hillman – Stephanie
- Ryan Burnham – 1. csapos
- Matthew Hatchette – 2. csapos
- Nicole Muirbrook – nő
- Hope Riley – szemrevaló barna

## Zene
- Nada Surf – Beautiful Beat
- The Tossers – Siobhan

## Fordítás
- Ez a szócikk részben vagy egészben  a   No Tomorrow (How I Met Your Mother) című angol Wikipédia-szócikk ezen változatának fordításán alapul.  Az eredeti cikk szerkesztőit annak laptörténete sorolja fel. Ez a jelzés csupán a megfogalmazás eredetét és a szerzői jogokat jelzi, nem szolgál a cikkben szereplő információk forrásmegjelöléseként.| - m - v - sz « előző Így jártam anyátokkal 3. évad következő »                                                                                                                                                                                                                                                                         | - m - v - sz « előző Így jártam anyátokkal 3. évad következő » |
| --- | -------------------------------------------------------------- |
| - Az Így jártam anyátokkal epizódjainak listája |                                                                |
| - Most figyelj! - Mi nem vagyunk idevalósiak - Tricikli - Kisfiúk - Így találkoztam a többiekkel - Én nem az a pasi vagyok - Beboszetesza - Spoilerveszély - Pofonadás - A görcs - A platinaszabály - Nincs holnap - Tíz alkalom - Selejtező - Ordításlánc - Homokvárak a homokban - A kecske - A megfelelő tesó - Kiárusítás - Csodák |                                                                || - m - v - sz Így jártam anyátokkal | - m - v - sz Így jártam anyátokkal                                                                  | - m - v - sz Így jártam anyátokkal |
| ---------------------------------- | --------------------------------------------------------------------------------------------------- | ---------------------------------- |
| Epizódok                           | - 1. - 2. - 3. - 4. - 5. - 6. - 7. - 8. - 9. évad                                                   |                                    |
| Szereplők                          | - Ted Mosby - Marshall Eriksen - Robin Scherbatsky - Barney Stinson - Lily Aldrin - Tracy McConnell |                                    |
| Filmzene                           | - How I Met Your Music                                                                              |                                    |
| Kapcsolódó sorozat                 | - Így jártam apátokkal                                                                              |                                    |